# 샬럿 스포츠 파크
샬럿 스포츠 파크(Charlotte Sports Park)은 미국 플로리다주 포트 샬럿에 위치한 야구장이다. MLB 탬파베이 레이스의 스프링 트레이닝 장소이며, 과거 텍사스 레인저스의 스프링 트레이닝 장소였고 2002년을 끝으로 사용 중지한 뒤 유지와 운영에 어려움을 겪었으며 2006년 KIA 타이거즈가 이 곳에서 전지훈련을 했다.